# Liste der denkmalgeschützten Objekte in Banská Bystrica/0–K
Die Liste der denkmalgeschützten Objekte in Banská Bystrica enthält die 122 nach slowakischen Denkmalschutzvorschriften geschützten Objekte in der Stadt Banská Bystrica im Okres Banská Bystrica mit Adresse ohne Straßennamen und Straßen beginnend mit A–K.

## Denkmäler
| Foto |                 | Denkmal / č. ÚZPF                                  | Standort / Konskr. Nr.                                                | Offizielle Beschreibung                 | Beschreibung                                                 | Metadaten                                                                  |
| ---- | --------------- | -------------------------------------------------- | --------------------------------------------------------------------- | --------------------------------------- | ------------------------------------------------------------ | -------------------------------------------------------------------------- |
| ja   | Datei hochladen | Kirche(sk) ObjektID: 601-2588/1                    | Standort KG: Banská Bystrica Konskr.Nr.: 13284                        | r.k. - Kalvársky kostol                 | römisch-katholische Kirche Kalvarienbergkirche               | č. NKP: 601-2588/1 Stand des NKP: 2012-02-08 Name: KOSTOL                  |
| ja   | Datei hochladen | Umfassungsmauer(sk) ObjektID: 601-2588/2           | Standort KG: Banská Bystrica Konskr.Nr.:                              | 0                                       |                                                              | č. NKP: 601-2588/2 Stand des NKP: 2012-02-08 Name: MÚR OHRADNÝ             |
| ja   | Datei hochladen | Bürgerhaus(sk) ObjektID: 601-2330/0                | Bakossova ul. 2 Standort KG: Banská Bystrica Konskr.Nr.: 468          | solitér - Vodárenský domcek             | Wasserversorgung Domček? (Hotel Kúria)                       | č. NKP: 601-2330/0 Stand des NKP: 2012-02-08 Name: DOM MEŠTIANSKY          |
| ja   | Datei hochladen | Bürgerhaus(sk) ObjektID: 601-2331/0                | Bakossova ul. 4 Standort KG: Banská Bystrica Konskr.Nr.: 469          | 0                                       |                                                              | č. NKP: 601-2331/0 Stand des NKP: 2012-02-08 Name: DOM MEŠTIANSKY          |
| ja   | Datei hochladen | Bürgerhaus(sk) ObjektID: 601-2332/0                | Bakossova ul. 6 Standort KG: Banská Bystrica Konskr.Nr.: 470          | radový                                  | Reihenhaus                                                   | č. NKP: 601-2332/0 Stand des NKP: 2012-02-08 Name: DOM MEŠTIANSKY          |
| ja   | Datei hochladen | Gymnasium(sk) ObjektID: 601-3467/0                 | Csl.armády ul. 7 Standort KG: Banská Bystrica Konskr.Nr.: 753         | SNP - Bývalé vojenské gymnázium         | Nationalaufstand - Ehemalige Militärhochschule               | č. NKP: 601-3467/0 Stand des NKP: 2012-02-08 Name: GYMNÁZIUM PAMÄTNÉ       |
| ja   | Datei hochladen | Internat(sk) ObjektID: 601-11377/0                 | Csl.armády ul. 25 Standort KG: Banská Bystrica Konskr.Nr.:            | nárožný - Notársky internát             | Eckhaus - Anwaltsinternat                                    | č. NKP: 601-11377/0 Stand des NKP: 2012-02-08 Name: INTERNÁT               |
| ja   | Datei hochladen | Bürgerhaus(sk) ObjektID: 601-2346/0                | Dolná ul. 1 Standort KG: Banská Bystrica Konskr.Nr.: 134              | radový - Walterovský dom                | Reihenhaus - Haus Walterov                                   | č. NKP: 601-2346/0 Stand des NKP: 2012-02-08 Name: DOM MEŠTIANSKY          |
| ja   | Datei hochladen | Bürgerhaus(sk) ObjektID: 601-2347/0                | Dolná ul. 2 Standort KG: Banská Bystrica Konskr.Nr.: 135              | radový                                  | Reihenhaus                                                   | č. NKP: 601-2347/0 Stand des NKP: 2012-02-08 Name: DOM MEŠTIANSKY          |
| ja   | Datei hochladen | Bürgerhaus(sk) ObjektID: 601-2348/0                | Dolná ul. 3 Standort KG: Banská Bystrica Konskr.Nr.: 136              | radový                                  | Reihenhaus                                                   | č. NKP: 601-2348/0 Stand des NKP: 2012-02-08 Name: DOM MEŠTIANSKY          |
| ja   | Datei hochladen | Bürgerhaus(sk) ObjektID: 601-2349/0                | Dolná ul. 4 Standort KG: Banská Bystrica Konskr.Nr.: 137              | radový                                  | Reihenhaus                                                   | č. NKP: 601-2349/0 Stand des NKP: 2012-02-08 Name: DOM MEŠTIANSKY          |
| ja   | Datei hochladen | Bürgerhaus(sk) ObjektID: 601-2350/0                | Dolná ul. 5 Standort KG: Banská Bystrica Konskr.Nr.: 138              | radový - Mollerovský dom                | Reihenhaus - Haus Mollerov                                   | č. NKP: 601-2350/0 Stand des NKP: 2012-02-08 Name: DOM MEŠTIANSKY          |
| ja   | Datei hochladen | Bürgerhaus(sk) ObjektID: 601-2351/0                | Dolná ul. 6 Standort KG: Banská Bystrica Konskr.Nr.: 139              | radový                                  | Reihenhaus                                                   | č. NKP: 601-2351/0 Stand des NKP: 2012-02-08 Name: DOM MEŠTIANSKY          |
| ja   | Datei hochladen | Bürgerhaus(sk) ObjektID: 601-2352/0                | Dolná ul. 7 Standort KG: Banská Bystrica Konskr.Nr.:                  | radový                                  | Reihenhaus                                                   | č. NKP: 601-2352/0 Stand des NKP: 2012-02-08 Name: DOM MEŠTIANSKY          |
| ja   | Datei hochladen | Bürgerhaus(sk) ObjektID: 601-2353/0                | Dolná ul. 8 Standort KG: Banská Bystrica Konskr.Nr.: 141              | radový - Bethlenovský dom               | Reihenhaus - Haus Bethlenov                                  | č. NKP: 601-2353/0 Stand des NKP: 2012-02-08 Name: DOM MEŠTIANSKY          |
| ja   | Datei hochladen | Bürgerhaus(sk) ObjektID: 601-2354/0                | Dolná ul. 9 Standort KG: Banská Bystrica Konskr.Nr.: 142              | radový                                  | Reihenhaus                                                   | č. NKP: 601-2354/0 Stand des NKP: 2012-02-08 Name: DOM MEŠTIANSKY          |
| ja   | Datei hochladen | Bürgerhaus(sk) ObjektID: 601-2355/0                | Dolná ul. 10 Standort KG: Banská Bystrica Konskr.Nr.: 143             | radový                                  | Reihenhaus                                                   | č. NKP: 601-2355/0 Stand des NKP: 2012-02-08 Name: DOM MEŠTIANSKY          |
| ja   | Datei hochladen | Bürgerhaus(sk) ObjektID: 601-2356/0                | Dolná ul. 11 Standort KG: Banská Bystrica Konskr.Nr.: 144             | radový                                  | Reihenhaus                                                   | č. NKP: 601-2356/0 Stand des NKP: 2012-02-08 Name: DOM MEŠTIANSKY          |
| ja   | Datei hochladen | Bürgerhaus(sk) ObjektID: 601-2357/0                | Dolná ul. 12 Standort KG: Banská Bystrica Konskr.Nr.: 145             | radový                                  | Reihenhaus                                                   | č. NKP: 601-2357/0 Stand des NKP: 2012-02-08 Name: DOM MEŠTIANSKY          |
| ja   | Datei hochladen | Bürgerhaus(sk) ObjektID: 601-2358/0                | Dolná ul. 13 Standort KG: Banská Bystrica Konskr.Nr.: 146             | radový                                  | Reihenhaus                                                   | č. NKP: 601-2358/0 Stand des NKP: 2012-02-08 Name: DOM MEŠTIANSKY          |
| ja   | Datei hochladen | Bürgerhaus(sk) ObjektID: 601-2359/0                | Dolná ul. 14 Standort KG: Banská Bystrica Konskr.Nr.: 147             | radový                                  | Reihenhaus                                                   | č. NKP: 601-2359/0 Stand des NKP: 2012-02-08 Name: DOM MEŠTIANSKY          |
| ja   | Datei hochladen | Bürgerhaus(sk) ObjektID: 601-2360/0                | Dolná ul. 15 Standort KG: Banská Bystrica Konskr.Nr.: 148             | radový                                  | Reihenhaus                                                   | č. NKP: 601-2360/0 Stand des NKP: 2012-02-08 Name: DOM MEŠTIANSKY          |
| ja   | Datei hochladen | Bürgerhaus(sk) ObjektID: 601-2361/0                | Dolná ul. 16 Standort KG: Banská Bystrica Konskr.Nr.: 149             | radový                                  | Reihenhaus                                                   | č. NKP: 601-2361/0 Stand des NKP: 2012-02-08 Name: DOM MEŠTIANSKY          |
| ja   | Datei hochladen | Bürgerhaus(sk) ObjektID: 601-2362/0                | Dolná ul. 17 Standort KG: Banská Bystrica Konskr.Nr.:                 | radový                                  | Reihenhaus                                                   | č. NKP: 601-2362/0 Stand des NKP: 2012-02-08 Name: DOM MEŠTIANSKY          |
| ja   | Datei hochladen | Bürgerhaus(sk) ObjektID: 601-2363/0                | Dolná ul. 18 Standort KG: Banská Bystrica Konskr.Nr.: 151             | radový                                  | Reihenhaus                                                   | č. NKP: 601-2363/0 Stand des NKP: 2012-02-08 Name: DOM MEŠTIANSKY          |
| ja   | Datei hochladen | Bürgerhaus(sk) ObjektID: 601-2364/0                | Dolná ul. 19 Standort KG: Banská Bystrica Konskr.Nr.: 152             | radový                                  | Reihenhaus                                                   | č. NKP: 601-2364/0 Stand des NKP: 2012-02-08 Name: DOM MEŠTIANSKY          |
| ja   | Datei hochladen | Bürgerhaus(sk) ObjektID: 601-2365/0                | Dolná ul. 20 Standort KG: Banská Bystrica Konskr.Nr.: 153             | radový                                  | Reihenhaus                                                   | č. NKP: 601-2365/0 Stand des NKP: 2012-02-08 Name: DOM MEŠTIANSKY          |
| ja   | Datei hochladen | Bürgerhaus(sk) ObjektID: 601-2366/0                | Dolná ul. 21 Standort KG: Banská Bystrica Konskr.Nr.: 154             | radový                                  | Reihenhaus                                                   | č. NKP: 601-2366/0 Stand des NKP: 2012-02-08 Name: DOM MEŠTIANSKY          |
| ja   | Datei hochladen | Bürgerhaus(sk) ObjektID: 601-2367/0                | Dolná ul. 22 Standort KG: Banská Bystrica Konskr.Nr.: 155             | radový                                  | Reihenhaus                                                   | č. NKP: 601-2367/0 Stand des NKP: 2012-02-08 Name: DOM MEŠTIANSKY          |
| ja   | Datei hochladen | Bürgerhaus(sk) ObjektID: 601-2368/0                | Dolná ul. 23 Standort KG: Banská Bystrica Konskr.Nr.: 156             | radový                                  | Reihenhaus                                                   | č. NKP: 601-2368/0 Stand des NKP: 2012-02-08 Name: DOM MEŠTIANSKY          |
| ja   | Datei hochladen | Bürgerhaus(sk) ObjektID: 601-2369/0                | Dolná ul. 25 Standort KG: Banská Bystrica Konskr.Nr.: 158             | radový                                  | Reihenhaus                                                   | č. NKP: 601-2369/0 Stand des NKP: 2012-02-08 Name: DOM MEŠTIANSKY          |
| ja   | Datei hochladen | Bürgerhaus(sk) ObjektID: 601-2370/0                | Dolná ul. 26 Standort KG: Banská Bystrica Konskr.Nr.: 159             | radový                                  | Reihenhaus                                                   | č. NKP: 601-2370/0 Stand des NKP: 2012-02-08 Name: DOM MEŠTIANSKY          |
| ja   | Datei hochladen | Bürgerhaus(sk) ObjektID: 601-2371/0                | Dolná ul. 27 Standort KG: Banská Bystrica Konskr.Nr.:                 | radový                                  | Reihenhaus                                                   | č. NKP: 601-2371/0 Stand des NKP: 2012-02-08 Name: DOM MEŠTIANSKY          |
| ja   | Datei hochladen | Bürgerhaus(sk) ObjektID: 601-2372/0                | Dolná ul. 28 Standort KG: Banská Bystrica Konskr.Nr.: 161             | radový                                  | Reihenhaus                                                   | č. NKP: 601-2372/0 Stand des NKP: 2012-02-08 Name: DOM MEŠTIANSKY          |
| ja   | Datei hochladen | Bürgerhaus(sk) ObjektID: 601-2373/0                | Dolná ul. 29 Standort KG: Banská Bystrica Konskr.Nr.: 162             | radový                                  | Reihenhaus                                                   | č. NKP: 601-2373/0 Stand des NKP: 2012-02-08 Name: DOM MEŠTIANSKY          |
| ja   | Datei hochladen | Bürgerhaus(sk) ObjektID: 601-2374/0                | Dolná ul. 30 Standort KG: Banská Bystrica Konskr.Nr.: 163             | radový                                  | Reihenhaus                                                   | č. NKP: 601-2374/0 Stand des NKP: 2012-02-08 Name: DOM MEŠTIANSKY          |
| ja   | Datei hochladen | Bürgerhaus(sk) ObjektID: 601-2375/0                | Dolná ul. 31 Standort KG: Banská Bystrica Konskr.Nr.: 164             | radový                                  | Reihenhaus                                                   | č. NKP: 601-2375/0 Stand des NKP: 2012-02-08 Name: DOM MEŠTIANSKY          |
| ja   | Datei hochladen | Bürgerhaus(sk) ObjektID: 601-2376/0                | Dolná ul. 32 Standort KG: Banská Bystrica Konskr.Nr.: 165             | radový                                  | Reihenhaus                                                   | č. NKP: 601-2376/0 Stand des NKP: 2012-02-08 Name: DOM MEŠTIANSKY          |
| ja   | Datei hochladen | Bürgerhaus(sk) ObjektID: 601-2377/0                | Dolná ul. 33 Standort KG: Banská Bystrica Konskr.Nr.: 166             | radový                                  | Reihenhaus                                                   | č. NKP: 601-2377/0 Stand des NKP: 2012-02-08 Name: DOM MEŠTIANSKY          |
| ja   | Datei hochladen | Bürgerhaus(sk) ObjektID: 601-2378/0                | Dolná ul. 34 Standort KG: Banská Bystrica Konskr.Nr.: 167             | radový                                  | Reihenhaus                                                   | č. NKP: 601-2378/0 Stand des NKP: 2012-02-08 Name: DOM MEŠTIANSKY          |
| ja   | Datei hochladen | Bürgerhaus(sk) ObjektID: 601-2379/0                | Dolná ul. 35 Standort KG: Banská Bystrica Konskr.Nr.: 168             | radový - Botharov dom                   | Reihenhaus - Haus Botharov                                   | č. NKP: 601-2379/0 Stand des NKP: 2012-02-08 Name: DOM MEŠTIANSKY          |
| ja   | Datei hochladen | Bürgerhaus(sk) ObjektID: 601-2380/0                | Dolná ul. 36 Standort KG: Banská Bystrica Konskr.Nr.: 169             | radový                                  | Reihenhaus                                                   | č. NKP: 601-2380/0 Stand des NKP: 2012-02-08 Name: DOM MEŠTIANSKY          |
| ja   | Datei hochladen | Bürgerhaus(sk) ObjektID: 601-2381/0                | Dolná ul. 37 Standort KG: Banská Bystrica Konskr.Nr.:                 | radový                                  | Reihenhaus                                                   | č. NKP: 601-2381/0 Stand des NKP: 2012-02-08 Name: DOM MEŠTIANSKY          |
| ja   | Datei hochladen | Bürgerhaus(sk) ObjektID: 601-2382/0                | Dolná ul. 38 Standort KG: Banská Bystrica Konskr.Nr.: 171             | radový                                  | Reihenhaus                                                   | č. NKP: 601-2382/0 Stand des NKP: 2012-02-08 Name: DOM MEŠTIANSKY          |
| ja   | Datei hochladen | Bürgerhaus(sk) ObjektID: 601-2383/0                | Dolná ul. 39 Standort KG: Banská Bystrica Konskr.Nr.: 172             | radový                                  | Reihenhaus                                                   | č. NKP: 601-2383/0 Stand des NKP: 2012-02-08 Name: DOM MEŠTIANSKY          |
| ja   | Datei hochladen | Bürgerhaus(sk) ObjektID: 601-2384/0                | Dolná ul. 40 Standort KG: Banská Bystrica Konskr.Nr.: 173             | radový                                  | Reihenhaus                                                   | č. NKP: 601-2384/0 Stand des NKP: 2012-02-08 Name: DOM MEŠTIANSKY          |
| ja   | Datei hochladen | Bürgerhaus(sk) ObjektID: 601-2385/0                | Dolná ul. 41 Standort KG: Banská Bystrica Konskr.Nr.: 174             | radový                                  | Reihenhaus                                                   | č. NKP: 601-2385/0 Stand des NKP: 2012-02-08 Name: DOM MEŠTIANSKY          |
| ja   | Datei hochladen | Bürgerhaus(sk) ObjektID: 601-2386/0                | Dolná ul. 42 Standort KG: Banská Bystrica Konskr.Nr.: 175             | radový                                  | Reihenhaus                                                   | č. NKP: 601-2386/0 Stand des NKP: 2012-02-08 Name: DOM MEŠTIANSKY          |
| ja   | Datei hochladen | Bürgerhaus(sk) ObjektID: 601-2387/0                | Dolná ul. 43 Standort KG: Banská Bystrica Konskr.Nr.: 176             | prejazdový,radový                       | Reihenhaus mit Durchgang                                     | č. NKP: 601-2387/0 Stand des NKP: 2012-02-08 Name: DOM MEŠTIANSKY          |
| ja   | Datei hochladen | Bürgerhaus(sk) ObjektID: 601-2388/0                | Dolná ul. 44 Standort KG: Banská Bystrica Konskr.Nr.: 177             | radový                                  | Reihenhaus                                                   | č. NKP: 601-2388/0 Stand des NKP: 2012-02-08 Name: DOM MEŠTIANSKY          |
| ja   | Datei hochladen | Bürgerhaus(sk) ObjektID: 601-2389/0                | Dolná ul. 45 Standort KG: Banská Bystrica Konskr.Nr.: 178             | radový                                  | Reihenhaus                                                   | č. NKP: 601-2389/0 Stand des NKP: 2012-02-08 Name: DOM MEŠTIANSKY          |
| ja   | Datei hochladen | Bürgerhaus(sk) ObjektID: 601-2390/1                | Dolná ul. 46 Standort KG: Banská Bystrica Konskr.Nr.: 179             | radový                                  | Reihenhaus                                                   | č. NKP: 601-2390/1 Stand des NKP: 2012-02-08 Name: DOM MEŠTIANSKY          |
| ja   | Datei hochladen | Krankenhaus(sk) ObjektID: 601-94/1                 | Dolná ul. 47 Standort KG: Banská Bystrica Konskr.Nr.: 180             | mestský špitál                          | Stadtkrankenhaus                                             | č. NKP: 601-94/1 Stand des NKP: 2012-02-08 Name: ŠPITÁL                    |
| ja   | Datei hochladen | Bürgerhaus(sk) ObjektID: 601-2390/2                | Dolná ul. 48 Standort KG: Banská Bystrica Konskr.Nr.: 181             | radový                                  | Reihenhaus                                                   | č. NKP: 601-2390/2 Stand des NKP: 2012-02-08 Name: DOM MEŠTIANSKY          |
| ja   | Datei hochladen | Kirche(sk) ObjektID: 601-94/2                      | Dolná ul. 49 Standort KG: Banská Bystrica Konskr.Nr.: 182             | r.k.sv.Alžbety - špitálsky kostol       | römisch-katholische Kirche St. Elizabeth - Krankenhauskirche | č. NKP: 601-94/2 Stand des NKP: 2012-02-08 Name: KOSTOL                    |
| ja   | Datei hochladen | Gedenktafel(sk) ObjektID: 601-94/3                 | Dolná ul. 47 Standort KG: Banská Bystrica Konskr.Nr.: 180             | Bel-Funtík Matej - 1687-1749,polyhistor | an den Historiker Matej Bel                                  | č. NKP: 601-94/3 Stand des NKP: 2012-02-08 Name: TABULA PAMÄTNÁ            |
| ja   | Datei hochladen | Bürgerhaus(sk) ObjektID: 601-2392/0                | Dolná ul. 50 Standort KG: Banská Bystrica Konskr.Nr.: 183             | radový                                  | Reihenhaus                                                   | č. NKP: 601-2392/0 Stand des NKP: 2012-02-08 Name: DOM MEŠTIANSKY          |
| ja   | Datei hochladen | Bürgerhaus(sk) ObjektID: 601-2393/0                | Dolná ul. 52 Standort KG: Banská Bystrica Konskr.Nr.: 185             | radový                                  | Reihenhaus                                                   | č. NKP: 601-2393/0 Stand des NKP: 2012-02-08 Name: DOM MEŠTIANSKY          |
| ja   | Datei hochladen | Bürgerhaus(sk) ObjektID: 601-2394/0                | Dolná ul. 54 Standort KG: Banská Bystrica Konskr.Nr.: 188             | radový                                  | Reihenhaus                                                   | č. NKP: 601-2394/0 Stand des NKP: 2012-02-08 Name: DOM MEŠTIANSKY          |
| ja   | Datei hochladen | Bürgerhaus(sk) ObjektID: 601-2395/0                | Dolná ul. 56 Standort KG: Banská Bystrica Konskr.Nr.: 189             | radový                                  | Reihenhaus                                                   | č. NKP: 601-2395/0 Stand des NKP: 2012-02-08 Name: DOM MEŠTIANSKY          |
| ja   | Datei hochladen | Bürgerhaus(sk) ObjektID: 601-2396/0                | Dolná ul. 58 Standort KG: Banská Bystrica Konskr.Nr.:                 | radový                                  | Reihenhaus                                                   | č. NKP: 601-2396/0 Stand des NKP: 2012-02-08 Name: DOM MEŠTIANSKY          |
| ja   | Datei hochladen | Bürgerhaus(sk) ObjektID: 601-2397/0                | Dolná ul. 60 Standort KG: Banská Bystrica Konskr.Nr.: 191             | radový                                  | Reihenhaus                                                   | č. NKP: 601-2397/0 Stand des NKP: 2012-02-08 Name: DOM MEŠTIANSKY          |
| ja   | Datei hochladen | Bürgerhaus(sk) ObjektID: 601-2416/0                | Horná Strieborná ul. 7 Standort KG: Banská Bystrica Konskr.Nr.: 284   | radový                                  | Reihenhaus                                                   | č. NKP: 601-2416/0 Stand des NKP: 2012-02-08 Name: DOM MEŠTIANSKY          |
| ja   | Datei hochladen | Bürgerhaus(sk) ObjektID: 601-2417/0                | Horná Strieborná ul. 8 Standort KG: Banská Bystrica Konskr.Nr.: 288   | radový                                  | Reihenhaus                                                   | č. NKP: 601-2417/0 Stand des NKP: 2012-02-08 Name: DOM MEŠTIANSKY          |
| ja   | Datei hochladen | Bürgerhaus(sk) ObjektID: 601-2418/0                | Horná Strieborná ul. 9 Standort KG: Banská Bystrica Konskr.Nr.: 285   | sienový,radový - archív KPÚ             | Reihenhaus, Archiv KPU                                       | č. NKP: 601-2418/0 Stand des NKP: 2012-02-08 Name: DOM MEŠTIANSKY          |
| ja   | Datei hochladen | Bürgerhaus(sk) ObjektID: 601-2419/0                | Horná Strieborná ul. 13 Standort KG: Banská Bystrica Konskr.Nr.: 289  | radový                                  | Reihenhaus                                                   | č. NKP: 601-2419/0 Stand des NKP: 2012-02-08 Name: DOM MEŠTIANSKY          |
| ja   | Datei hochladen | Bürgerhaus(sk) ObjektID: 601-2420/0                | Horná Strieborná ul. 15 Standort KG: Banská Bystrica Konskr.Nr.: 291  | radový                                  | Reihenhaus                                                   | č. NKP: 601-2420/0 Stand des NKP: 2012-02-08 Name: DOM MEŠTIANSKY          |
| ja   | Datei hochladen | Bürgerhaus(sk) ObjektID: 601-2421/0                | Horná Strieborná ul. 16 Standort KG: Banská Bystrica Konskr.Nr.: 296  | radový                                  | Reihenhaus                                                   | č. NKP: 601-2421/0 Stand des NKP: 2012-02-08 Name: DOM MEŠTIANSKY          |
| ja   | Datei hochladen | Bürgerhaus(sk) ObjektID: 601-2422/0                | Horná Strieborná ul. 18 Standort KG: Banská Bystrica Konskr.Nr.: 298  | radový                                  | Reihenhaus                                                   | č. NKP: 601-2422/0 Stand des NKP: 2012-02-08 Name: DOM MEŠTIANSKY          |
| ja   | Datei hochladen | Bürgerhaus(sk) ObjektID: 601-2423/0                | Horná Strieborná ul. 19 Standort KG: Banská Bystrica Konskr.Nr.: 295  | radový                                  | Reihenhaus                                                   | č. NKP: 601-2423/0 Stand des NKP: 2012-02-08 Name: DOM MEŠTIANSKY          |
| ja   | Datei hochladen | Bürgerhaus(sk) ObjektID: 601-2424/0                | Horná Strieborná ul. 21 Standort KG: Banská Bystrica Konskr.Nr.: 297  | radový - Zipserov dom                   | Reihenhaus - Haus Zipserov                                   | č. NKP: 601-2424/0 Stand des NKP: 2012-02-08 Name: DOM MEŠTIANSKY          |
| ja   | Datei hochladen | Bürgerhaus(sk) ObjektID: 601-2416/2                | Horná Strieborná ul. 25 Standort KG: Banská Bystrica Konskr.Nr.: 6544 | vežová stavba                           |                                                              | č. NKP: 601-2416/2 Stand des NKP: 2012-02-08 Name: DOM MEŠTIANSKY          |
| ja   | Datei hochladen | Bürgerhaus(sk) ObjektID: 601-2398/0                | Horná ul. 2 Standort KG: Banská Bystrica Konskr.Nr.: 55               | radový                                  | Reihenhaus                                                   | č. NKP: 601-2398/0 Stand des NKP: 2012-02-08 Name: DOM MEŠTIANSKY          |
| ja   | Datei hochladen | Bürgerhaus(sk) ObjektID: 601-2399/0                | Horná ul. 3 Standort KG: Banská Bystrica Konskr.Nr.:                  | radový                                  | Reihenhaus                                                   | č. NKP: 601-2399/0 Stand des NKP: 2012-02-08 Name: DOM MEŠTIANSKY          |
| ja   | Datei hochladen | Bürgerhaus(sk) ObjektID: 601-10011/0               | Horná ul. 4 Standort KG: Banská Bystrica Konskr.Nr.: 57               | radový                                  | Reihenhaus                                                   | č. NKP: 601-10011/0 Stand des NKP: 2012-02-08 Name: DOM MEŠTIANSKY         |
| ja   | Datei hochladen | Bürgerhaus(sk) ObjektID: 601-2400/0                | Horná ul. 5 Standort KG: Banská Bystrica Konskr.Nr.: 62               | radový                                  | Reihenhaus                                                   | č. NKP: 601-2400/0 Stand des NKP: 2012-02-08 Name: DOM MEŠTIANSKY          |
| ja   | Datei hochladen | Bürgerhaus(sk) ObjektID: 601-10012/0               | Horná ul. 6 Standort KG: Banská Bystrica Konskr.Nr.: 59               | radový                                  | Reihenhaus                                                   | č. NKP: 601-10012/0 Stand des NKP: 2012-02-08 Name: DOM MEŠTIANSKY         |
| ja   | Datei hochladen | Bürgerhaus(sk) ObjektID: 601-2401/0                | Horná ul. 7 Standort KG: Banská Bystrica Konskr.Nr.: 64               | radový - Ondrejkovicovský dom           | Reihenhaus - Haus Ondrejkovicov                              | č. NKP: 601-2401/0 Stand des NKP: 2012-02-08 Name: DOM MEŠTIANSKY          |
| ja   | Datei hochladen | Bürgerhaus(sk) ObjektID: 601-10013/0               | Horná ul. 8 Standort KG: Banská Bystrica Konskr.Nr.: 61               | radový                                  | Reihenhaus                                                   | č. NKP: 601-10013/0 Stand des NKP: 2012-02-08 Name: DOM MEŠTIANSKY         |
| ja   | Datei hochladen | Bürgerhaus(sk) ObjektID: 601-2402/0                | Horná ul. 9 Standort KG: Banská Bystrica Konskr.Nr.: 66               | radový                                  | Reihenhaus                                                   | č. NKP: 601-2402/0 Stand des NKP: 2012-02-08 Name: DOM MEŠTIANSKY          |
| ja   | Datei hochladen | Bürgerhaus(sk) ObjektID: 601-2403/0                | Horná ul. 10 Standort KG: Banská Bystrica Konskr.Nr.: 63              | radový                                  | Reihenhaus                                                   | č. NKP: 601-2403/0 Stand des NKP: 2012-02-08 Name: DOM MEŠTIANSKY          |
| ja   | Datei hochladen | Bürgerhaus(sk) ObjektID: 601-2404/0                | Horná ul. 11 Standort KG: Banská Bystrica Konskr.Nr.: 68              | radový                                  | Reihenhaus                                                   | č. NKP: 601-2404/0 Stand des NKP: 2012-02-08 Name: DOM MEŠTIANSKY          |
| ja   | Datei hochladen | Bürgerhaus(sk) ObjektID: 601-2405/0                | Horná ul. 12 Standort KG: Banská Bystrica Konskr.Nr.: 65              | radový                                  | Reihenhaus                                                   | č. NKP: 601-2405/0 Stand des NKP: 2012-02-08 Name: DOM MEŠTIANSKY          |
| ja   | Datei hochladen | Bürgerhaus(sk) ObjektID: 601-2406/0                | Horná ul. 13 Standort KG: Banská Bystrica Konskr.Nr.: 70              | radový                                  | Reihenhaus                                                   | č. NKP: 601-2406/0 Stand des NKP: 2012-02-08 Name: DOM MEŠTIANSKY          |
| ja   | Datei hochladen | Bürgerhaus(sk) ObjektID: 601-2407/0                | Horná ul. 14 Standort KG: Banská Bystrica Konskr.Nr.: 67,5748         | radový                                  | Reihenhaus                                                   | č. NKP: 601-2407/0 Stand des NKP: 2012-02-08 Name: DOM MEŠTIANSKY          |
| ja   | Datei hochladen | Bürgerhaus(sk) ObjektID: 601-2408/0                | Horná ul. 16 Standort KG: Banská Bystrica Konskr.Nr.: 69              | radový                                  | Reihenhaus                                                   | č. NKP: 601-2408/0 Stand des NKP: 2012-02-08 Name: DOM MEŠTIANSKY          |
| ja   | Datei hochladen | Bürgerhaus(sk) ObjektID: 601-10014/0               | Horná ul. 17 Standort KG: Banská Bystrica Konskr.Nr.: 74              | radový                                  | Reihenhaus                                                   | č. NKP: 601-10014/0 Stand des NKP: 2012-02-08 Name: DOM MEŠTIANSKY         |
| ja   | Datei hochladen | Bürgerhaus(sk) ObjektID: 601-2409/0                | Horná ul. 18 Standort KG: Banská Bystrica Konskr.Nr.: 71              | radový?                                 | Reihenhaus?                                                  | č. NKP: 601-2409/0 Stand des NKP: 2012-02-08 Name: DOM MEŠTIANSKY          |
| ja   | Datei hochladen | Bürgerhaus(sk) ObjektID: 601-10015/0               | Horná ul. 20 Standort KG: Banská Bystrica Konskr.Nr.: 73              | nárožný                                 | Eckhaus                                                      | č. NKP: 601-10015/0 Stand des NKP: 2012-02-08 Name: DOM MEŠTIANSKY         |
| ja   | Datei hochladen | Bürgerhaus(sk) ObjektID: 601-2410/0                | Horná ul. 21 Standort KG: Banská Bystrica Konskr.Nr.: 78              | radový                                  | Reihenhaus                                                   | č. NKP: 601-2410/0 Stand des NKP: 2012-02-08 Name: DOM MEŠTIANSKY          |
| ja   | Datei hochladen | Bürgerhaus(sk) ObjektID: 601-10016/0               | Horná ul. 22 Standort KG: Banská Bystrica Konskr.Nr.: 75              | radový                                  | Reihenhaus                                                   | č. NKP: 601-10016/0 Stand des NKP: 2012-02-08 Name: DOM MEŠTIANSKY         |
| ja   | Datei hochladen | Bürgerhaus(sk) ObjektID: 601-10017/0               | Horná ul. 23 Standort KG: Banská Bystrica Konskr.Nr.: 80              | prejazdový,radový                       | Reihenhaus mit Durchgang                                     | č. NKP: 601-10017/0 Stand des NKP: 2012-02-08 Name: DOM MEŠTIANSKY         |
| ja   | Datei hochladen | Bürgerhaus(sk) ObjektID: 601-2411/0                | Horná ul. 24 Standort KG: Banská Bystrica Konskr.Nr.: 77              | radový                                  | Reihenhaus                                                   | č. NKP: 601-2411/0 Stand des NKP: 2012-02-08 Name: DOM MEŠTIANSKY          |
| ja   | Datei hochladen | Hotel(sk) ObjektID: 601-10018/0                    | Horná ul. 25 Standort KG: Banská Bystrica Konskr.Nr.: 82              | 0                                       |                                                              | č. NKP: 601-10018/0 Stand des NKP: 2012-02-08 Name: HOTEL                  |
| ja   | Datei hochladen | Bürgerhaus(sk) ObjektID: 601-2412/0                | Horná ul. 26 Standort KG: Banská Bystrica Konskr.Nr.: 79              | radový - Beniacovský dom                | Reihenhaus - Haus Beniacov                                   | č. NKP: 601-2412/0 Stand des NKP: 2012-02-08 Name: DOM MEŠTIANSKY          |
| ja   | Datei hochladen | Bürgerhaus(sk) ObjektID: 601-2413/0                | Horná ul. 28 Standort KG: Banská Bystrica Konskr.Nr.: 81              | radový                                  | Reihenhaus                                                   | č. NKP: 601-2413/0 Stand des NKP: 2012-02-08 Name: DOM MEŠTIANSKY          |
| ja   | Datei hochladen | Bürgerhaus(sk) ObjektID: 601-2414/0                | Horná ul. 32 Standort KG: Banská Bystrica Konskr.Nr.: 85              | radový                                  | Reihenhaus                                                   | č. NKP: 601-2414/0 Stand des NKP: 2012-02-08 Name: DOM MEŠTIANSKY          |
| ja   | Datei hochladen | Bürgerhaus(sk) ObjektID: 601-2415/0                | Horná ul. 34 Standort KG: Banská Bystrica Konskr.Nr.: 87              | radový                                  | Reihenhaus                                                   | č. NKP: 601-2415/0 Stand des NKP: 2012-02-08 Name: DOM MEŠTIANSKY          |
| ja   | Datei hochladen | CHUDOBINEC ObjektID: 601-10019/0                   | Horná ul. 36 Standort KG: Banská Bystrica Konskr.Nr.: 89              | 0                                       |                                                              | č. NKP: 601-10019/0 Stand des NKP: 2012-02-08 Name: CHUDOBINEC             |
| ja   | Datei hochladen | Villa(sk) ObjektID: 601-2626/1                     | Horná ul. 55 Standort KG: Banská Bystrica Konskr.Nr.: 107             | solitér                                 |                                                              | č. NKP: 601-2626/1 Stand des NKP: 2012-02-08 Name: VILA PAMÄTNÁ            |
| ja   | Datei hochladen | Gedenktafel(sk) ObjektID: 601-2626/2               | Horná ul. 55 Standort KG: Banská Bystrica Konskr.Nr.:                 | Skutecký Dominik - 1849-1921,maliar     | an den Maler Dominik Skutecký                                | č. NKP: 601-2626/2 Stand des NKP: 2012-02-08 Name: TABULA PAMÄTNÁ          |
| ja   | Datei hochladen | Verwaltungsgebäude(sk) ObjektID: 601-11376/0       | Horná ul. 60 Standort KG: Banská Bystrica Konskr.Nr.: 838             | nárožná - býv.Okr.nemoc.poistovna       |                                                              | č. NKP: 601-11376/0 Stand des NKP: 2012-02-08 Name: BUDOVA ADMINISTRATÍVNA |
| ja   | Datei hochladen | Villa(sk) ObjektID: 601-10020/0                    | Horná ul. 69 Standort KG: Banská Bystrica Konskr.Nr.: 112             | 0                                       |                                                              | č. NKP: 601-10020/0 Stand des NKP: 2012-02-08 Name: VILA                   |
| ja   | Datei hochladen | Villa(sk) ObjektID: 601-10021/0                    | Janka Krála ul. 7 Standort KG: Banská Bystrica Konskr.Nr.: 226        | 0                                       |                                                              | č. NKP: 601-10021/0 Stand des NKP: 2012-02-08 Name: VILA                   |
| ja   | Datei hochladen | Villa(sk) ObjektID: 601-10022/0                    | Janka Krála ul. 9 Standort KG: Banská Bystrica Konskr.Nr.: 229        | 0                                       |                                                              | č. NKP: 601-10022/0 Stand des NKP: 2012-02-08 Name: VILA                   |
| ja   | Datei hochladen | Villa(sk) ObjektID: 601-10023/0                    | Janka Krála ul. 11 Standort KG: Banská Bystrica Konskr.Nr.: 231       | 0                                       |                                                              | č. NKP: 601-10023/0 Stand des NKP: 2012-02-08 Name: VILA                   |
| ja   | Datei hochladen | Bürgerhaus(sk) ObjektID: 601-2446/0                | Kapitulská ul. 1 Standort KG: Banská Bystrica Konskr.Nr.: 302         | radový                                  | Reihenhaus                                                   | č. NKP: 601-2446/0 Stand des NKP: 2012-02-08 Name: DOM MEŠTIANSKY          |
| ja   | Datei hochladen | Jesuitenkloster(sk) ObjektID: 601-2327/1           | Kapitulská ul. 2 Standort KG: Banská Bystrica Konskr.Nr.: 341         | jezuitský kláštor                       | Jesuitenkloster                                              | č. NKP: 601-2327/1 Stand des NKP: 2012-02-08 Name: KLÁŠTOR JEZUITOV        |
| ja   | Datei hochladen | Bürgerhaus(sk) ObjektID: 601-2448/0                | Kapitulská ul. 3 Standort KG: Banská Bystrica Konskr.Nr.: 304         | radový                                  | Reihenhaus                                                   | č. NKP: 601-2448/0 Stand des NKP: 2012-02-08 Name: DOM MEŠTIANSKY          |
| ja   | Datei hochladen | Jesuitenkloster(sk) ObjektID: 601-2327/2           | Kapitulská ul. 4 Standort KG: Banská Bystrica Konskr.Nr.: 305         | jezuitský kláštor                       | Jesuitenkloster                                              | č. NKP: 601-2327/2 Stand des NKP: 2012-02-08 Name: KLÁŠTOR JEZUITOV        |
| ja   | Datei hochladen | Bürgerhaus(sk) ObjektID: 601-2449/0                | Kapitulská ul. 5 Standort KG: Banská Bystrica Konskr.Nr.: 306         | radový - Schwarzovský dom               | Reihenhaus - Haus Schwarzov                                  | č. NKP: 601-2449/0 Stand des NKP: 2012-02-08 Name: DOM MEŠTIANSKY          |
| ja   | Datei hochladen | Haus der Kapitelsaal I.(sk) ObjektID: 601-2451/1   | Kapitulská ul. 6 Standort KG: Banská Bystrica Konskr.Nr.: 307         | Budova kapituly                         | Haus der Kapitelsaal                                         | č. NKP: 601-2451/1 Stand des NKP: 2012-02-08 Name: BUDOVA KAPITULY I.      |
| ja   | Datei hochladen | Bürgerhaus(sk) ObjektID: 601-2450/0                | Kapitulská ul. 7 Standort KG: Banská Bystrica Konskr.Nr.: 308         | radový                                  | Reihenhaus                                                   | č. NKP: 601-2450/0 Stand des NKP: 2012-02-08 Name: DOM MEŠTIANSKY          |
| ja   | Datei hochladen | Haus der Kapitelsaal II.(sk) ObjektID: 601-2451/2  | Kapitulská ul. 8 Standort KG: Banská Bystrica Konskr.Nr.: 309         | Budova kapituly                         | Haus der Kapitelsaal                                         | č. NKP: 601-2451/2 Stand des NKP: 2012-02-08 Name: BUDOVA KAPITULY II.     |
| ja   | Datei hochladen | Bürgerhaus(sk) ObjektID: 601-2452/0                | Kapitulská ul. 9 Standort KG: Banská Bystrica Konskr.Nr.: 310         | radový                                  | Reihenhaus                                                   | č. NKP: 601-2452/0 Stand des NKP: 2012-02-08 Name: DOM MEŠTIANSKY          |
| ja   | Datei hochladen | Haus der Kapitelsaal III.(sk) ObjektID: 601-2451/3 | Kapitulská ul. 10 Standort KG: Banská Bystrica Konskr.Nr.: 311        | Budova kapituly                         | Haus der Kapitelsaal                                         | č. NKP: 601-2451/3 Stand des NKP: 2012-02-08 Name: BUDOVA KAPITULY III.    |
| ja   | Datei hochladen | Bürgerhaus(sk) ObjektID: 601-2453/0                | Kapitulská ul. 11 Standort KG: Banská Bystrica Konskr.Nr.: 312        | radový                                  | Reihenhaus                                                   | č. NKP: 601-2453/0 Stand des NKP: 2012-02-08 Name: DOM MEŠTIANSKY          |
| ja   | Datei hochladen | Bürgerhaus(sk) ObjektID: 601-2454/0                | Kapitulská ul. 13 Standort KG: Banská Bystrica Konskr.Nr.: 314        | radový                                  | Reihenhaus                                                   | č. NKP: 601-2454/0 Stand des NKP: 2012-02-08 Name: DOM MEŠTIANSKY          |
| ja   | Datei hochladen | Denkmal(sk) ObjektID: 601-2733/1                   | Kapitulská ul. 23 Standort KG: Banská Bystrica Konskr.Nr.: 547        | SNP                                     | für den Nationalaufstand                                     | č. NKP: 601-2733/1 Stand des NKP: 2012-02-08 Name: PAMÄTNÍK                |
| ja   | Datei hochladen | Park(sk) ObjektID: 601-2733/2                      | Kapitulská ul. Standort KG: Banská Bystrica Konskr.Nr.:               | SNP                                     | des Nationalaufstandes                                       | č. NKP: 601-2733/2 Stand des NKP: 2012-02-08 Name: PARK                    |
| ja   | Datei hochladen | Bastion(sk) ObjektID: 601-2320/2                   | Katovná ul. Standort KG: Banská Bystrica Konskr.Nr.:                  |                                         |                                                              | č. NKP: 601-2320/2 Stand des NKP: 2012-02-08 Name: BAŠTA                   |
| ja   | Datei hochladen | Bastion(sk) ObjektID: 601-2320/3                   | Kapitulská ul. Standort KG: Banská Bystrica Konskr.Nr.: 547           | Mäsiarska bašta                         | Metzger Bastion                                              | č. NKP: 601-2320/3 Stand des NKP: 2012-02-08 Name: BAŠTA                   |
|      | Datei hochladen | Bastion(sk) ObjektID: 601-2320/4                   | Moyzesa Št. námestie KG: Banská Bystrica Konskr.Nr.: 1332/1           | Okrúhla bašta                           |                                                              | č. NKP: 601-2320/4 Stand des NKP: 2015-11-09 Name: BAŠTA                   |
| ja   | Datei hochladen | Bastion(sk) ObjektID: 601-2320/5                   | Kollárova ul. 0 Standort KG: Banská Bystrica Konskr.Nr.:              | Okrúhla bašta                           | Runde Bastion                                                | č. NKP: 601-2320/5 Stand des NKP: 2012-02-08 Name: BAŠTA                   |

## Legende
Die Tabelle enthält im Einzelnen folgende Informationen:
| Foto:                    | Fotografie des Denkmals. |
| Denkmal / č. ÚZPF:       | Die Übersetzung der Bezeichnung des Denkmals, wie sie vom Slowakischen Denkmalamt (Pamiatkový úrad Slovenskej republiky) verwendet wird. Die Originalbezeichnung ist unter dem Fragezeichen angegeben. Fehlt die Übersetzung, so wird die Originalbezeichnung direkt angezeigt. Weiters ist die Objekt-Identifikationsnummer (Objekt ID) angeführt. Sie ist die offizielle, in der Slowakei eindeutige Nummer č. ÚZPF inklusive der zugehörigen Zählnummer, wie sie in den Daten des Denkmalamtes angegeben wird. Da diese nur innerhalb eines Landkreises gezählt wird, ist dessen Nummer der Denkmalnummer vorangestellt. |
| Standort:                | Wenn in der Liste vorhanden, ist die Adresse angegeben. In Klammern kann sich noch eine zusätzliche Adresse befinden, wenn es beispielsweise ein Eckhaus ist. Bei freistehenden Objekten ohne Adresse (zum Beispiel bei Bildstöcken) ist eine Adresse angegeben, die in der Nähe des Objekts liegt. Durch Aufruf des Links Standort wird die Lage des Denkmals in verschiedenen Kartenprojekten angezeigt. Darunter sind die Katastralgemeinde (KG) und, wenn vorhanden, die Konskriptionsnummer (Konskr. Nr.) angegeben.                                                                                                   |
| Offizielle Beschreibung: | Es ist die Kurzbeschreibung auf Slowakisch, wie sie in den offiziellen Listen angegeben ist, eingetragen. |
| Beschreibung:            | Kurze Angaben zum Denkmal auf Deutsch. |
| Metadaten:               | Zusätzlich werden, wenn in den persönlichen Einstellungen das Helferlein Dauerhaftes Einblenden von Metadaten aktiviert ist, ebensolche angezeigt. |

- Karte mit allen Koordinaten:
- OSM |
- WikiMap